# Monte Frishman
Il Monte Frishman (in lingua inglese: Mount Frishman) è una piccola e appuntita montagna antartica, alta 1.880 m, situata nel settore orientale delle Robinson Heights, nei Monti dell'Ammiragliato, in Antartide. 
Il monte è stato mappato dall' United States Geological Survey (USGS) sulla base di rilevazioni e foto aeree scattate dalla U.S. Navy nel periodo 1960-63.
La denominazione è stata assegnata dall' Advisory Committee on Antarctic Names (US-ACAN) in onore di Steven A. Frishman, biologo dell'United States Antarctic Research Program (USARP) in servizio presso la Base di Capo Hallett durante l'estate 1966-67.